# Jinan v Bubenči
Jinan v Bubenči je památný jinan dvoulaločný, který roste v pražské
městské části Bubeneč. Nachází se v Královské oboře v areálu bývalého zahradnictví u Místodržitelského letohrádku. Jinan má 2 hlavní větve, je zřejmé, že prořez neprobíhal úplně šetrně.
Památným byl vyhlášen 16. července 2004. V roce 2016 je jeho stáří odhadováno na 130 let. Stav stromu je v roce 2010 uváděn jako velmi dobrý. Jinan v Bubenči je jeden z nejstarších a největších jinanů v Česku.

## Parametry stromu v roce 2010
- Výška: 23 m
- Obvod kmene: 3,62 m
- Výška koruny: 20 m
- Šířka koruny: 16 m[2]